# Meridia
Meridia is een geslacht van hooiwagens uit de familie Manaosbiidae.
De wetenschappelijke naam Meridia is voor het eerst geldig gepubliceerd door Roewer in 1913. 

## Soorten
Meridia omvat de volgende 2 soorten:
- Meridia gracilis
- Meridia palpalis